# Dirk Carlson
Dirk Carlson (Portland, 1º aprile 1998) è un calciatore lussemburghese, difensore del St. Pölten e della Nazionale lussemburghese.

## Biografia
Lo zio Boris Molitor era anch'egli un calciatore, con esperienze in Lussemburgo e nelle serie minori tedesche.

## Carriera

### Club

#### Racing Union Luxembourg
Nato a Portland, in Oregon, negli Stati Uniti, si trasferisce in Lussemburgo, dove inizia a giocare nel RU Luxembourg, con cui disputa 2 partite in prima squadra nel 2016, l'esordio nel calcio avviene il 21 febbraio 2016, nella sconfitta per 6-0 in campionato sul campo del Differdange 03, subentrando al 67º, la seconda il 20 aprile nei quarti di Coppa del Lussemburgo contro il Mondorf.

#### UT Petange
Nell'estate 2016 si trasferisce all'UT Pétange, altra squadra della massima divisione lussemburghese, debuttando l'8 agosto nella sconfitta per 2-1 in trasferta contro il Jeunesse Esch in campionato, nella quale gioca tutta la partita.

### Nazionale
Inizia a giocare con le Nazionali giovanili del Lussemburgo nel 2014, in Under-17, con cui disputa 5 gare fino al 2015, di cui 2 nelle qualificazioni all'Europeo di categoria 2015. Nel 2015 entra a far parte dell'Under-19, giocando anche nelle qualificazioni agli Europei Under-19 2016 e 2017 e diventandone capitano. Il 29 marzo 2016 esordisce in Under-21, giocando titolare nello 0-0 in casa a Beggen contro la Bulgaria nelle qualificazioni all'Europeo Under-21 2017. Il debutto in Nazionale maggiore avviene invece il 2 settembre 2016 nella sconfitta per 3-1 in amichevole contro la Lettonia in trasferta a Riga, nella quale parte titolare venendo sostituito al 72º. Il 7 ottobre gioca invece la prima in gara ufficiale, nelle qualificazioni al Mondiale 2018, perdendo 1-0 in casa a Lussemburgo contro la Svezia, rimanendo in campo tutti i 90 minuti.

## Statistiche

### Presenze nei club
Statistiche aggiornate al 18 marzo 2017.
| Stagione        | Squadra          | Campionato      | Campionato | Campionato | Coppe nazionali | Coppe nazionali | Coppe nazionali | Coppe continentali | Coppe continentali | Coppe continentali | Altre coppe | Altre coppe | Altre coppe | Totale | Totale | Totale |
| Stagione        | Squadra          | Comp            | Pres       | Reti       | Comp            | Pres            | Reti            | Comp               | Pres               | Reti               | Comp        | Pres        | Reti        | Pres   | Reti   |        |
| --------------- | ---------------- | --------------- | ---------- | ---------- | --------------- | --------------- | --------------- | ------------------ | ------------------ | ------------------ | ----------- | ----------- | ----------- | ------ | ------ | ------ |
| 2015-2016       | Union Luxembourg | DN              | 1          | 0          | CL              | 1               | 0               | -                  | -                  | -                  | -           | -           | -           | 2      | 0      |        |
| 2016-2017       | UT Pétange       | DN              | 15         | 0          | CL              | 0               | 0               | -                  | -                  | -                  | -           | -           | -           | 15     | 0      |        |
| Totale carriera | Totale carriera  | Totale carriera | 16         | 0          | -               | 1               | 0               | -                  | -                  | -                  | -           | -           | -           | 17     | 0      |        |

### Cronologia presenze e reti in nazionale
| Cronologia completa delle presenze e delle reti in nazionale ― Lussemburgo | Cronologia completa delle presenze e delle reti in nazionale ― Lussemburgo | Cronologia completa delle presenze e delle reti in nazionale ― Lussemburgo | Cronologia completa delle presenze e delle reti in nazionale ― Lussemburgo | Cronologia completa delle presenze e delle reti in nazionale ― Lussemburgo | Cronologia completa delle presenze e delle reti in nazionale ― Lussemburgo | Cronologia completa delle presenze e delle reti in nazionale ― Lussemburgo | Cronologia completa delle presenze e delle reti in nazionale ― Lussemburgo |
| Data                                                                       | Città                                                                      | In casa                                                                    | Risultato                                                                  | Ospiti                                                                     | Competizione                                                               | Reti                                                                       | Note                                                                       |
| -------------------------------------------------------------------------- | -------------------------------------------------------------------------- | -------------------------------------------------------------------------- | -------------------------------------------------------------------------- | -------------------------------------------------------------------------- | -------------------------------------------------------------------------- | -------------------------------------------------------------------------- | -------------------------------------------------------------------------- |
| 2-9-2016                                                                   | Riga                                                                       | Lettonia                                                                   | 3 – 1                                                                      | Lussemburgo                                                                | Amichevole                                                                 | -                                                                          | 72’                                                                        |
| 7-10-2016                                                                  | Lussemburgo                                                                | Lussemburgo                                                                | 0 – 1                                                                      | Svezia                                                                     | Qual. Mondiali 2018                                                        | -                                                                          | 56’                                                                        |
| 10-10-2016                                                                 | Barysaŭ                                                                    | Bielorussia                                                                | 1 – 1                                                                      | Lussemburgo                                                                | Qual. Mondiali 2018                                                        | -                                                                          | 13’, 44’                                                                   |
| 28-3-2017                                                                  | Hesperange                                                                 | Lussemburgo                                                                | 0 – 2                                                                      | Capo Verde                                                                 | Amichevole                                                                 | -                                                                          | 30’                                                                        |
| 9-11-2017                                                                  | Lussemburgo                                                                | Lussemburgo                                                                | 2 – 1                                                                      | Ungheria                                                                   | Amichevole                                                                 | -                                                                          | 62’                                                                        |
| 22-3-2018                                                                  | Ta' Qali                                                                   | Malta                                                                      | 0 – 1                                                                      | Lussemburgo                                                                | Amichevole                                                                 | -                                                                          | 77’                                                                        |
| 27-3-2018                                                                  | Lussemburgo                                                                | Lussemburgo                                                                | 0 – 4                                                                      | Austria                                                                    | Amichevole                                                                 | -                                                                          | 89’                                                                        |
| 31-5-2018                                                                  | Lussemburgo                                                                | Lussemburgo                                                                | 0 – 0                                                                      | Senegal                                                                    | Amichevole                                                                 | -                                                                          | 80’                                                                        |
| 5-6-2018                                                                   | Lussemburgo                                                                | Lussemburgo                                                                | 1 – 0                                                                      | Georgia                                                                    | Amichevole                                                                 | -                                                                          | 86’                                                                        |
| 8-9-2018                                                                   | Lussemburgo                                                                | Lussemburgo                                                                | 4 – 0                                                                      | Moldavia                                                                   | UEFA Nations League 2018-2019 - 1º turno                                   | -                                                                          |                                                                            |
| 11-9-2018                                                                  | Serravalle                                                                 | San Marino                                                                 | 0 – 3                                                                      | Lussemburgo                                                                | UEFA Nations League 2018-2019 - 1º turno                                   | -                                                                          |                                                                            |
| 12-10-2018                                                                 | Minsk                                                                      | Bielorussia                                                                | 1 – 0                                                                      | Lussemburgo                                                                | UEFA Nations League 2018-2019 - 1º turno                                   | -                                                                          |                                                                            |
| 18-11-2018                                                                 | Chișinău                                                                   | Moldavia                                                                   | 1 – 1                                                                      | Lussemburgo                                                                | UEFA Nations League 2018-2019 - 1º turno                                   | -                                                                          |                                                                            |
| 22-3-2019                                                                  | Lussemburgo                                                                | Lussemburgo                                                                | 2 – 1                                                                      | Lituania                                                                   | Qual. Euro 2020                                                            | -                                                                          | 70’                                                                        |
| 25-3-2019                                                                  | Lussemburgo                                                                | Lussemburgo                                                                | 1 – 2                                                                      | Ucraina                                                                    | Qual. Euro 2020                                                            | -                                                                          | 90+2’                                                                      |
| 2-6-2019                                                                   | Lussemburgo                                                                | Lussemburgo                                                                | 3 – 3                                                                      | Madagascar                                                                 | Amichevole                                                                 | -                                                                          |                                                                            |
| 7-6-2019                                                                   | Vilnius                                                                    | Lituania                                                                   | 1 – 1                                                                      | Lussemburgo                                                                | Qual. Euro 2020                                                            | -                                                                          | 27’ 61’                                                                    |
| 5-9-2019                                                                   | Belfast                                                                    | Irlanda del Nord                                                           | 1 – 0                                                                      | Lussemburgo                                                                | Amichevole                                                                 | -                                                                          |                                                                            |
| 10-9-2019                                                                  | Lussemburgo                                                                | Lussemburgo                                                                | 1 – 3                                                                      | Serbia                                                                     | Qual. Euro 2020                                                            | -                                                                          |                                                                            |
| 11-10-2019                                                                 | Lisbona                                                                    | Portogallo                                                                 | 3 – 0                                                                      | Lussemburgo                                                                | Qual. Euro 2020                                                            | -                                                                          |                                                                            |
| 15-10-2019                                                                 | Aalborg                                                                    | Danimarca                                                                  | 4 – 0                                                                      | Lussemburgo                                                                | Amichevole                                                                 | -                                                                          | 48’                                                                        |
| 14-11-2019                                                                 | Belgrado                                                                   | Serbia                                                                     | 3 – 2                                                                      | Lussemburgo                                                                | Qual. Euro 2020                                                            | -                                                                          | 52’                                                                        |
| 17-11-2019                                                                 | Lussemburgo                                                                | Lussemburgo                                                                | 0 – 2                                                                      | Portogallo                                                                 | Qual. Euro 2020                                                            | -                                                                          |                                                                            |
| 5-9-2020                                                                   | Baku                                                                       | Azerbaigian                                                                | 1 – 2                                                                      | Lussemburgo                                                                | UEFA Nations League 2020-2021 - 1º turno                                   | -                                                                          |                                                                            |
| 8-9-2020                                                                   | Lussemburgo                                                                | Lussemburgo                                                                | 0 – 1                                                                      | Montenegro                                                                 | UEFA Nations League 2020-2021 - 1º turno                                   | -                                                                          | 36’                                                                        |
| 7-10-2020                                                                  | Lussemburgo                                                                | Lussemburgo                                                                | 1 – 2                                                                      | Liechtenstein                                                              | Amichevole                                                                 | -                                                                          |                                                                            |
| 10-10-2020                                                                 | Lussemburgo                                                                | Lussemburgo                                                                | 2 – 0                                                                      | Cipro                                                                      | UEFA Nations League 2020-2021 - 1º turno                                   | -                                                                          |                                                                            |
| 13-10-2020                                                                 | Podgorica                                                                  | Montenegro                                                                 | 1 – 2                                                                      | Lussemburgo                                                                | UEFA Nations League 2020-2021 - 1º turno                                   | -                                                                          |                                                                            |
| 11-11-2020                                                                 | Lussemburgo                                                                | Lussemburgo                                                                | 0 – 3                                                                      | Austria                                                                    | Amichevole                                                                 | -                                                                          | 46’                                                                        |
| 14-11-2020                                                                 | Strovolos                                                                  | Cipro                                                                      | 2 – 1                                                                      | Lussemburgo                                                                | UEFA Nations League 2020-2021 - 1º turno                                   | -                                                                          | 19’                                                                        |
| 2-6-2021                                                                   | Malaga                                                                     | Norvegia                                                                   | 1 – 0                                                                      | Lussemburgo                                                                | Amichevole                                                                 | -                                                                          |                                                                            |
| 6-6-2021                                                                   | Lussemburgo                                                                | Lussemburgo                                                                | 0 – 1                                                                      | Scozia                                                                     | Amichevole                                                                 | -                                                                          |                                                                            |
| 1-9-2021                                                                   | Lussemburgo                                                                | Lussemburgo                                                                | 2 – 1                                                                      | Azerbaigian                                                                | Qual. Mondiali 2022                                                        | -                                                                          |                                                                            |
| 4-9-2021                                                                   | Belgrado                                                                   | Serbia                                                                     | 4 – 1                                                                      | Lussemburgo                                                                | Qual. Mondiali 2022                                                        | -                                                                          |                                                                            |
| 7-9-2021                                                                   | Lussemburgo                                                                | Lussemburgo                                                                | 1 – 1                                                                      | Qatar                                                                      | Amichevole                                                                 | -                                                                          |                                                                            |
| 9-10-2021                                                                  | Lussemburgo                                                                | Lussemburgo                                                                | 0 – 1                                                                      | Serbia                                                                     | Qual. Mondiali 2022                                                        | -                                                                          | 45+3’                                                                      |
| 12-10-2021                                                                 | Faro                                                                       | Portogallo                                                                 | 5 – 0                                                                      | Lussemburgo                                                                | Qual. Mondiali 2022                                                        | -                                                                          |                                                                            |
| 11-11-2021                                                                 | Baku                                                                       | Azerbaigian                                                                | 1 – 3                                                                      | Lussemburgo                                                                | Qual. Mondiali 2022                                                        | -                                                                          | 48’                                                                        |
| 25-3-2022                                                                  | Lussemburgo                                                                | Lussemburgo                                                                | 1 – 3                                                                      | Irlanda del Nord                                                           | Amichevole                                                                 | -                                                                          | 46’                                                                        |
| 29-3-2022                                                                  | Zenica                                                                     | Bosnia ed Erzegovina                                                       | 1 – 0                                                                      | Lussemburgo                                                                | Amichevole                                                                 | -                                                                          | 46’                                                                        |
| 4-6-2022                                                                   | Vilnius                                                                    | Lituania                                                                   | 0 – 2                                                                      | Lussemburgo                                                                | UEFA Nations League 2022-2023 - 1º turno                                   | -                                                                          |                                                                            |
| 7-6-2022                                                                   | Tórshavn                                                                   | Fær Øer                                                                    | 0 – 1                                                                      | Lussemburgo                                                                | UEFA Nations League 2022-2023 - 1º turno                                   | -                                                                          |                                                                            |
| 11-6-2022                                                                  | Lussemburgo                                                                | Lussemburgo                                                                | 0 – 2                                                                      | Turchia                                                                    | UEFA Nations League 2022-2023 - 1º turno                                   | -                                                                          |                                                                            |
| 14-6-2022                                                                  | Lussemburgo                                                                | Lussemburgo                                                                | 2 – 2                                                                      | Fær Øer                                                                    | UEFA Nations League 2022-2023 - 1º turno                                   | -                                                                          |                                                                            |
| 20-11-2022                                                                 | Lussemburgo                                                                | Lussemburgo                                                                | 0 – 0                                                                      | Bulgaria                                                                   | Amichevole                                                                 | -                                                                          | 46’                                                                        |
| 26-3-2023                                                                  | Lussemburgo                                                                | Lussemburgo                                                                | 0 – 6                                                                      | Portogallo                                                                 | Qual. Euro 2024                                                            | -                                                                          | 46’                                                                        |
| 9-6-2023                                                                   | Lussemburgo                                                                | Lussemburgo                                                                | 0 – 1                                                                      | Malta                                                                      | Amichevole                                                                 | -                                                                          |                                                                            |
| 20-6-2023                                                                  | Zenica                                                                     | Bosnia ed Erzegovina                                                       | 0 – 2                                                                      | Lussemburgo                                                                | Qual. Euro 2024                                                            | -                                                                          | 83’                                                                        |
| 11-9-2023                                                                  | Faro                                                                       | Portogallo                                                                 | 9 – 0                                                                      | Lussemburgo                                                                | Qual. Euro 2024                                                            | -                                                                          | 46’                                                                        |
| 13-10-2023                                                                 | Reykjavík                                                                  | Islanda                                                                    | 1 – 1                                                                      | Lussemburgo                                                                | Qual. Euro 2024                                                            | -                                                                          |                                                                            |
| 16-10-2023                                                                 | Lussemburgo                                                                | Lussemburgo                                                                | 0 – 1                                                                      | Slovacchia                                                                 | Qual. Euro 2024                                                            | -                                                                          | 88’                                                                        |
| 16-11-2023                                                                 | Lussemburgo                                                                | Lussemburgo                                                                | 4 – 1                                                                      | Bosnia ed Erzegovina                                                       | Qual. Euro 2024                                                            | -                                                                          |                                                                            |
| 19-11-2023                                                                 | Vaduz                                                                      | Liechtenstein                                                              | 0 – 1                                                                      | Lussemburgo                                                                | Qual. Euro 2024                                                            | -                                                                          |                                                                            |
| 5-6-2024                                                                   | Metz                                                                       | Francia                                                                    | 3 – 0                                                                      | Lussemburgo                                                                | Amichevole                                                                 | -                                                                          | 41’                                                                        |
| 8-6-2024                                                                   | Bruxelles                                                                  | Belgio                                                                     | 3 – 0                                                                      | Lussemburgo                                                                | Amichevole                                                                 | -                                                                          |                                                                            |
| 5-9-2024                                                                   | Belfast                                                                    | Irlanda del Nord                                                           | 2 – 0                                                                      | Lussemburgo                                                                | UEFA Nations League 2024-2025 - 1º turno                                   | -                                                                          |                                                                            |
| 8-9-2024                                                                   | Lussemburgo                                                                | Lussemburgo                                                                | 0 – 1                                                                      | Bielorussia                                                                | UEFA Nations League 2024-2025 - 1º turno                                   | -                                                                          |                                                                            |
| 12-10-2024                                                                 | Plovdiv                                                                    | Bulgaria                                                                   | 0 – 0                                                                      | Lussemburgo                                                                | UEFA Nations League 2024-2025 - 1º turno                                   | -                                                                          | 36’ 90’                                                                    |
| 15-10-2024                                                                 | Zalaegerszeg                                                               | Bielorussia                                                                | 1 – 1                                                                      | Lussemburgo                                                                | UEFA Nations League 2024-2025 - 1º turno                                   | -                                                                          |                                                                            |
| 15-11-2024                                                                 | Lussemburgo                                                                | Lussemburgo                                                                | 0 – 1                                                                      | Bulgaria                                                                   | UEFA Nations League 2024-2025 - 1º turno                                   | -                                                                          |                                                                            |
| 18-11-2024                                                                 | Lussemburgo                                                                | Lussemburgo                                                                | 2 – 2                                                                      | Irlanda del Nord                                                           | UEFA Nations League 2024-2025 - 1º turno                                   | -                                                                          | 82’                                                                        |
| 22-3-2025                                                                  | Lussemburgo                                                                | Lussemburgo                                                                | 1 – 0                                                                      | Svezia                                                                     | Amichevole                                                                 | -                                                                          | 74’                                                                        |
| 6-6-2025                                                                   | Lussemburgo                                                                | Lussemburgo                                                                | 0 – 1                                                                      | Slovenia                                                                   | Amichevole                                                                 | -                                                                          | 89’                                                                        |
| 10-6-2025                                                                  | Lussemburgo                                                                | Lussemburgo                                                                | 0 – 0                                                                      | Irlanda                                                                    | Amichevole                                                                 | -                                                                          | 89’                                                                        |
| Totale                                                                     |                                                                            | Presenze                                                                   | 64                                                                         |                                                                            | Reti                                                                       | 0                                                                          |                                                                            |

| Cronologia completa delle presenze e delle reti in nazionale ― Lussemburgo under 21 | Cronologia completa delle presenze e delle reti in nazionale ― Lussemburgo under 21 | Cronologia completa delle presenze e delle reti in nazionale ― Lussemburgo under 21 | Cronologia completa delle presenze e delle reti in nazionale ― Lussemburgo under 21 | Cronologia completa delle presenze e delle reti in nazionale ― Lussemburgo under 21 | Cronologia completa delle presenze e delle reti in nazionale ― Lussemburgo under 21 | Cronologia completa delle presenze e delle reti in nazionale ― Lussemburgo under 21 | Cronologia completa delle presenze e delle reti in nazionale ― Lussemburgo under 21 |
| Data                                                                                | Città                                                                               | In casa                                                                             | Risultato                                                                           | Ospiti                                                                              | Competizione                                                                        | Reti                                                                                | Note                                                                                |
| ----------------------------------------------------------------------------------- | ----------------------------------------------------------------------------------- | ----------------------------------------------------------------------------------- | ----------------------------------------------------------------------------------- | ----------------------------------------------------------------------------------- | ----------------------------------------------------------------------------------- | ----------------------------------------------------------------------------------- | ----------------------------------------------------------------------------------- |
| 29-3-2016                                                                           | Beggen                                                                              | Lussemburgo under 21                                                                | 0 – 0                                                                               | Bulgaria under 21                                                                   | Qual. Europeo Under-21 2017                                                         | -                                                                                   |                                                                                     |
| 5-10-2017                                                                           | Niederkorn                                                                          | Lussemburgo under 21                                                                | 1 – 1                                                                               | Slovenia under 21                                                                   | Qual. Europeo Under-21 2019                                                         | -                                                                                   |                                                                                     |
| 9-10-2017                                                                           | Esch-sur-Alzette                                                                    | Lussemburgo under 21                                                                | 2 – 3                                                                               | Francia under 21                                                                    | Qual. Europeo Under-21 2019                                                         | -                                                                                   |                                                                                     |
| Totale                                                                              |                                                                                     | Presenze                                                                            | 3                                                                                   |                                                                                     | Reti                                                                                | 0                                                                                   |                                                                                     |